# Syndicat mixte du lac d'Annecy
Pour les articles homonymes, voir Sila.
 (mai 2014).
Si vous disposez d'ouvrages ou d'articles de référence ou si vous connaissez des sites web de qualité traitant du thème abordé ici, merci de compléter l'article en donnant les références utiles à sa vérifiabilité et en les liant à la section « Notes et références ».
En 1957, le Syndicat intercommunal du lac d'Annecy (SILA) fut créé par huit communes pour sauvegarder le lac d'Annecy menacé par la pollution. Le 1er janvier 2001, le SILA devient le Syndicat mixte du lac d'Annecy. Il réunit à l'heure actuelle (2019), 5 EPCI, représentant 74 communes, soit une population de 260 000 habitants.
Cette démarche de plus de 60 ans est celle d'un visionnaire, qui aujourd'hui, n'a plus le moindre contradicteur, ce qui n'a pas été le cas au début. La qualité du travail et de l'eau sont cités en exemple et le lac d'Annecy est considéré aujourd'hui comme le lac habité le plus pur du monde.[réf. nécessaire]

## Syndicat intercommunal
Depuis très longtemps, Le lac d'Annecy servait de « tout à l'égout » pour toutes les communes riveraines du lac. Par exemple les commis d'hôtels et de commerces, la nuit venue, entassaient dans les barques de service les poubelles pleines d'ordures de toutes natures (débris de WC, bidets cassés, lambeaux de tapisseries, vélos, motos, sommiers et même des tonnage de viande avariée), pour les vider plus loin dans le lac. Ce qui n'était pas problématique lorsqu'il y avait peu d'habitants, ne le fut plus quand l'urbanisation devint galopante. Le lac peu à peu perdait ses qualités de pureté. 
Sous l'impulsion du docteur Paul Servettaz, un premier syndicat d'assainissement est créé regroupant six communes riveraines (Annecy, Annecy-le-Vieux, Veyrier-du-Lac, Menthon-Saint-Bernard, Talloires et Sevrier) plus Cran-Gevrier et Seynod. Ces huit communes décidèrent de s'engager en pionnières dans la sauvegarde de leur lac. Elles créèrent, en 1957, le Syndicat intercommunal du lac d'Annecy (SILA), arrêté préfectoral du 15 juillet 1957. En 1962, cinq autres communes les rejoignent (Saint-Jorioz, Duingt, Doussard, Chavanod et Bluffy). Elles seront au nombre de 22 en 1991.
En 1957, démarrage de la construction du premier réseau complet d'assainissement avec collecteurs ceinturant complètement le lac, stations de pompage et une station d'épuration. Il sera terminé en 1976. Le 25 avril 1961, la compétence du SILA est étendue au traitement des ordures ménagères et en 1964, la première usine d'épuration des eaux usées est mise en service à Cran-Gevrier, elle restera en service jusqu'en 1997.
Le 20 décembre 1965, le SILA devient à vocations multiples pour permettre son évolution vers des missions à caractère intercommunal : lutte contre la pollution, équipement du plan d'eau et de ses abords, environnement du bassin... En 1966, le suivi scientifique est mis en place. Il vise à évaluer l'impact des travaux réalisés et à détecter tout signe d'évolution laissant suspecter une dégradation des eaux et permettant de révéler des tendances de fond sur plusieurs années à partir des données statistiques. Il se fait en collaboration avec l'INRA de Thonon-les-Bains qui réalise les prélèvements et l'analyse des eaux.
En 1986, la nouvelle usine d'incinération des ordures ménagères est mise en service à Chavanod. Le 15 décembre 1986, la compétence assainissement est étendue aux communes de l'arrière pays, il est dit « assainissement de deuxième ceinture ». 
En 1994-1997, construction de la nouvelle usine de dépollution (UDEP Siloé) en remplacement de la première station d'épuration dont la capacité était devenue insuffisante. Désormais, le lac reçoit seulement les eaux de pluie et celles des sources et des cours d'eau qui l'alimentent.
En 2000, le syndicat a  entrepris une démarche de trois années qui a été reconnue par une accréditation délivrée par la Cofrac. C'est ainsi la première collectivité publique ayant mené avec succès cette démarche à terme.
Depuis 2008, une vaste opération de rénovation des installations a été lancée et devrait se dérouler sur plusieurs années.

## Syndicat mixte
Le Syndicat intercommunal du lac d'Annecy s'est officiellement transformé, le 1er janvier 2001, en Syndicat mixte du lac d'Annecy pour se conformer à la loi sur l'intercommunalité de juillet 1999. Mais l'acronyme « Sila » est encore couramment employé, notamment sur leur site officiel.
Le SILA regroupe 5 groupements intercommunaux représentant 74 communes, soit plus de 260 000 habitants :
- Communauté d'agglomération du Grand Annecy ;
- Communauté de communes des Sources du Lac d'Annecy ;
- Communauté de communes des Vallées de Thônes ;
- Communauté de communes du Pays de Cruseilles ;
- Communauté de communes Fier et Usses.

Les compétences du SILA sont :
- le traitement des ordures ménagères ;
- le collecte sélective des déchets ménagers y compris la collecte du verre ;
- la construction et gestion des déchèteries ;
- la collecte et le traitement des eaux usées pour six EPCI (établissement public de coopération intercommunale) représentant 50 communes et 187 000 habitants ;
- le traitement et l'élimination des boues d'épuration ;
- l'équipement et protection du lac d'Annecy, de son bassin et de ses affluents ;
- le contrôle de la qualité de l'air ;
- la participation aux études d'urbanisme d'intercommunales.

Certaines opérations ou équipements peuvent concerner un seul ou plusieurs établissements adhérents.
En 2002, inauguration de l'usine de valorisation énergétique Sinergie, en remplacement de la première usine d'incinération. Cette nouvelle structure exploite le potentiel énergétique des déchets ménagers (110 000 tonnes) et des boues de stations d'épuration (30 000 tonnes). Elle intègre le traitement complet des fumées avec quatre années d'avance sur les obligations règlementaires. La vapeur d'eau produite à 260° alimente une turbine pour la production d'électricité et sert à fournir du chauffage et de l'eau chaude à 2 500 logements grâce à un réseau de 4,5 km qui alimente deux chaufferies centrales qui desservent un quartier de Seynod.
En 2004, mise en place du Service public de l'assainissement collectif permettant le contrôle des 5 500 installations d'assainissement non collectif recensées sur le périmètre pour une maîtrise complète des rejets d'eaux usées. Ce service est financé par une redevance spécifique à la charge des détenteurs des systèmes d'assainissements privés.
Le 15 janvier 2007, le président Pierre Hérisson annonce la candidature officielle du bassin du lac d'Annecy à l'inscription sur la liste du Patrimoine mondial de l'UNESCO.
Depuis le 16 mai 2008, le SILA est présidé par Pierre Bruyère, maire de Poisy, succédant au sénateur Pierre Hérisson.
En 2022, il modifie ses statuts en intégrant la compétence grand cycle de l'eau et regroupe deux communautés de communes supplémentaires : Rumilly Terre de Savoie et Usses et Rhône.

## Les moyens
Le SILA, c'est :
- 10 millions de m3 puisés annuellement dans le lac pour alimenter le réseau d'eau potable (sur une réserve de 1 125 millions de m3.
- 1 200 km de collecteurs (en moyenne, 10 km de nouveaux collecteurs sont construits chaque année) et 76 stations de pompage ;
- 7 usines de dépollution des eaux usées d'une capacité de 278 000 équivalent-habitants ;
- 15,5 millions de m3 d'eaux usées provenant de 50 communes (185 000 habitants) sont traitées chaque année ;
- 1 usine d'incinération « nouvelle génération », l'usine Sinergie à Chavanod, traite 105 000 t d'ordures ménagères et 25 000 t de boues d'épuration, produit 40 millions de kWh d'électricité et de l'eau chaude pour 2 200 logements.

Son budget 2006 s'est monté à 82 millions d'euros avec un budget pour les travaux neufs et la réhabilitation à plus de 4 millions d'euros.
Le budget 2007 c'est :
- Tarifs : 96 € la tonne pour les traitements des déchets - 1,25 €/m3 (collectif), 0,32 €/m3 (non collectif) pour la redevance assainissement.
- Investissements : 1 602 563 € dont la modernisation de l'usine d'incinération Sinergie.
- Fonctionnement : 9 294 151 € - 190 salariés

Controverse
Depuis l'an 2000, la SILA aurait souscrit des emprunts, dits « structurés » ou « Helvetix », basés sur le Franc suisse lesquels se révèlent extrêmement coûteux du fait de la baisse de l'euro par rapport au franc suisse (1,66 en 2002 à 1,15 en 2011).

## Aménagements
Aujourd'hui le lac d'Annecy (2 759 hectares, 27,59 km2) est redevenu pur. Il est ceinturé d'une piste cyclable, la voie verte du lac d'Annecy, sur sa partie ouest : dans Annecy et de Sevrier à Faverges.
Un nouveau projet est en cours d'étude : la mise en place d'un service très élaboré de bateaux « vaporetto » de transport de personnes en complément du service actuel, plutôt tourné vers le tourisme.

## 50 ans du SILA
Le lundi 16 juillet 2007 ont été célébrés les 50 ans du SILA en présence de nombreuses personnes dont Bernard Accoyer le président de l'assemblée nationale et député-maire d'Annecy-le-Vieux, de parlementaires, du préfet de Haute-Savoie, du maire de Cran-Gervrier, du président et des vice-présidents du SILA et en présence des familles de Paul-Louis Servettaz et de M. Janin. Après un discours du président du SILA, du maire de Cran-Gevrier et du président de l'assemblée nationale, des plaques ont été posées en l'honneur de Albert Janin et Louis Lagrange.

## Présidents du SILA
| Période                                  | Période | Identité        | Étiquette | Qualité          |
| ---------------------------------------- | ------- | --------------- | --------- | ---------------- |
| 1957                                     | 1964    | Albert Janin    |           |                  |
| 1964                                     | 1989    | Louis Lagrange  |           |                  |
| 1989                                     | 2008    | Pierre Hérisson |           | Maire de Sevrier |
| 2008                                     |         | Pierre Bruyère  |           | Maire de Poisy   |
| Les données manquantes sont à compléter. |         |                 |           |                  |